# Вегхорст, Ваут
Ва́ут Франсуа́ Мари́я Вегхо́рст (нидерл. Wout François Maria Weghorst; родился 7 августа 1992, Борне) — нидерландский футболист, нападающий клуба «Аякс» и сборной Нидерландов. Участник чемпионата Европы 2020 и чемпионата мира 2022. Бронзовый призёр чемпионата Европы 2024.

## Клубная карьера

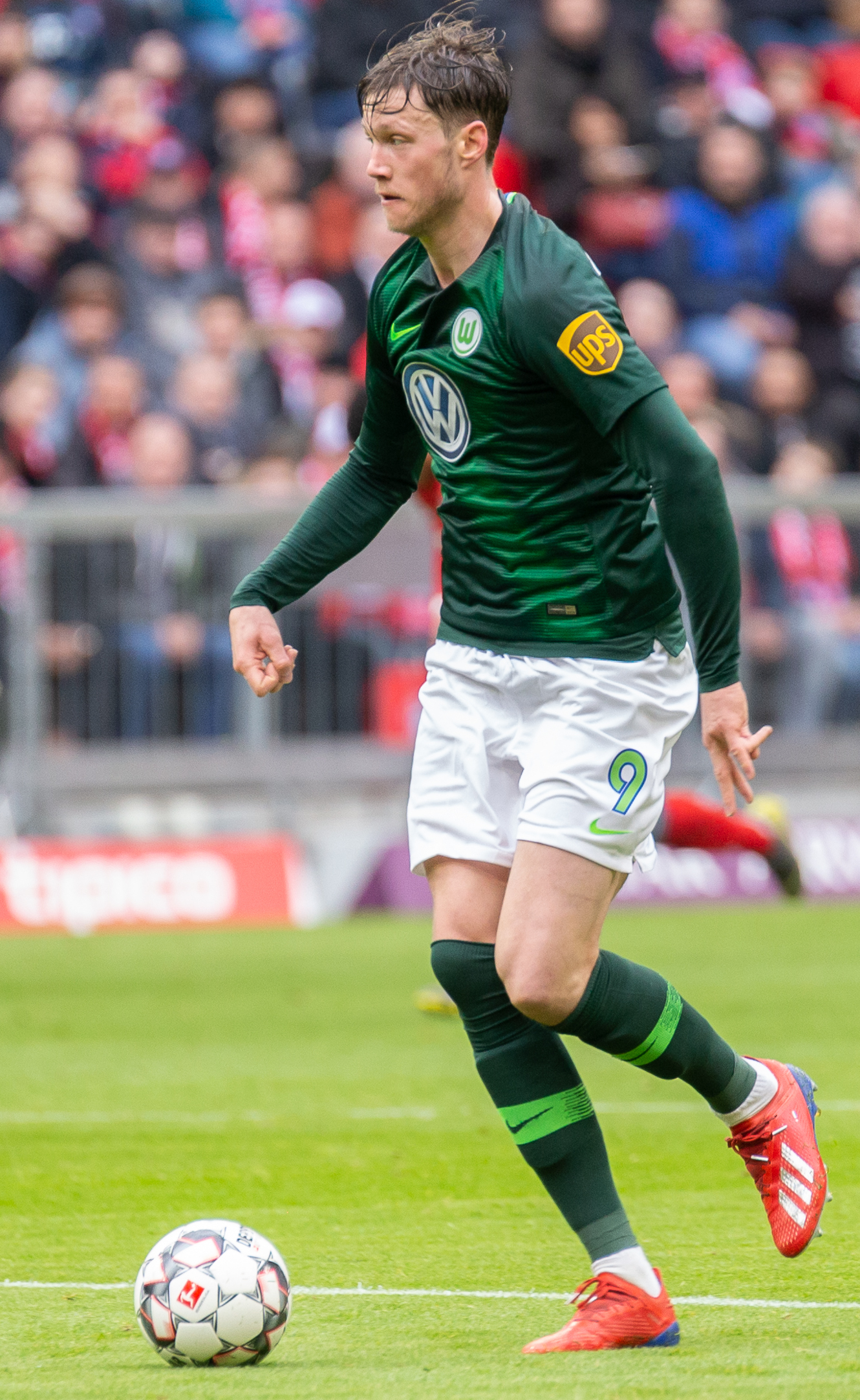
Вегхорст в составе «Вольфсбурга»

Вегхорст начал профессиональную карьеру в клубе «Эммен». 10 августа в матче против «Дордрехта» он дебютировал в Эрстедивизи. 21 сентября в поединке против «Вендама» Ваут забил свой первый гол за «Эммен».
Летом 2014 года Вегхорст перешёл в «Хераклес». 9 августа в матче против АЗ он дебютировал в Эредивизи. 13 сентября в поединке против амстердамского «Аякса» Ваут забил свой первый гол за «Хераклес». По итогам сезона 2015/2016 Вегхорст с 12 мячами стал лучшим бомбардиром команды.
Летом 2016 года Ваут перешёл в АЗ, подписав контракт на четыре года. Сумма трансфера составила 1,5 млн евро. 28 июля в отборочном матче Лиги Европы против греческого ПАСа он дебютировал за новую команду. 7 августа в матче против «Херенвена» он дебютировал за АЗ в чемпионате. В этом же поединке Вегхорст забил свой первый гол за клуб. 24 ноября в матче Лиги Европы против ирландского «Дандолка» он забил мяч.
26 июня 2018 года было объявлено о переходе Вегхорста в немецкий «Вольфсбург». Сумма трансфера составила 10,5 млн евро. 25 августа в матче против «Шальке 04» он дебютировал в Бундеслиге. 1 сентября в поединке против «Байер 04» Ваут забил свой первый гол за «Вольфсбург». В матчах против дюссельдорфской «Фортуны» и «Аугсбурга» он сделал по хет-трику. На протяжении трёх сезонов подряд Ваут был лучшим бомбардиром команды.
В начале 2022 года Вегхорст перешёл в английский клуб «Бернли», подписав контракт на 3,5 года. Сумма трансфера составила 12 млн фунтов стерлингов. 5 февраля в матче против «Уотфорда» он дебютировал в английской Премьер-лиге. 19 февраля в поединке против «Брайтон энд Хоув Альбион» Ваут забил свой первый гол за «Бернли».
Летом 2022 года Вегхорст на правах аренды перешёл в турецкий клуб «Бешикташ». 6 августа в матче против «Кайсериспора» он дебютировал в турецкой Суперлиге. 21 августа в поединке против «Фатих Карагюмрюк» Ваут забил свой первый гол за «Бешикташ».
13 января 2023 года расторг арендное соглашение с «Бешикташем», которому была выплачена компенсация в размере 2,85 млн евро. В этот же день «Манчестер Юнайтед» объявил об аренде Вегхорста до конца сезона 2022/23. 18 января 2023 года в матче Премьер-лиги против «Кристал Пэлас» он дебютировал за новую команду. 25 января в матче Кубка Английской футбольной лиги против «Ноттингем Форест» Ваут забил свой первый гол за «Манчестер Юнайтед».
Летом 2023 года Вегхорст был арендован клубом «Хоффенхайм». 26 августа в матче против «Хайденхайма» он дебютировал за новую команду. 28 октября в поединке против «Штутгарта» Ваут забил свой первый гол за «Хоффенхайм».
29 августа 2024 года перешёл в амстердамский «Аякс», подписав двухлетний контракт до середины 2026 года. 18 сентября дебютировал за клуб в домашнем матче Эредивизи против «Фортуны», заменив на 66-й минуте Бертрана Траоре.

## Карьера в сборной
23 марта 2018 года в товарищеском матче против сборной Англии Вегхорст дебютировал за сборную Нидерландов, заменив во втором тайме Стефана де Врея. 6 июня 2021 года в поединке против сборной Грузии он забил свой первый гол за национальную команду.
В 2021 году Вегхорст принял участие в чемпионате Европы. На турнире он сыграл в матчах против сборных Украины, Австрии, Северной Македонии и Чехии. В поединке против украинцев он забил гол.
В 2022 году Вегхорст принял участие в чемпионате мира в Катаре. На турнире он принял участие в матчах против сборных США, Аргентины, Эквадора и Катара. В матче 1/4 финала против аргентинцев Вегхорст вышел на замену на 78-й минуте при счёте 0:2 и успел забить два мяча в основное время и сравнять счёт. Нидерланды затем проиграли в серии пенальти, Вегхорст свой удар реализовал.
В отборочном турнире Евро-2024 забил три мяча — дома в ворота Греции и в гостях и дома в ворота Ирландии.
На чемпионате Европы 2024 года в Германии в первом матче сборной Нидерландов вышел на замену на 81-й минуте и на 83-й минуте забил первым же касанием в игре победный мяч в ворота сборной Польши (2:1). Это был седьмой гол Вегхорста за сборную за последние 9 месяцев.

### Голы за сборную Нидерландов
| #  | Дата             | Место                                    | Противник | Результат | Счёт           | Соревнование          |
| -- | ---------------- | ---------------------------------------- | --------- | --------- | -------------- | --------------------- |
| 1  | 6 июня 2021      | Гролс Весте, Энсхеде, Нидерланды         | Грузия    | 2:0       | 3:0            | Товарищеский матч     |
| 2  | 13 июня 2021     | Йохан Кройф Арена, Амстердам, Нидерланды | Украина   | 2:0       | 3:2            | Чемпионат Европы 2020 |
| 3  | 8 июня 2022      | Кардифф Сити, Кардифф, Уэльс             | Уэльс     | 2:1       | 2:1            | Лига наций 2022/23    |
| 4  | 9 декабря 2022   | Национальный стадион, Лусаил, Катар      | Аргентина | 1:2       | 2:2 (пен. 3-4) | Чемпионат мира 2022   |
| 5  | 9 декабря 2022   | Национальный стадион, Лусаил, Катар      | Аргентина | 2:2       | 2:2 (пен. 3-4) | Чемпионат мира 2022   |
| 6  | 7 сентября 2023  | Филипс, Эйндховен, Нидерланды            | Греция    | 3:0       | 3:0            | Отбор Евро-2024       |
| 7  | 10 сентября 2023 | Авива, Дублин, Ирландия                  | Ирландия  | 2:1       | 2:1            | Отбор Евро-2024       |
| 8  | 18 ноября 2023   | Йохан Кройф Арена, Амстердам, Нидерланды | Ирландия  | 1:0       | 1:0            | Отбор Евро-2024       |
| 9  | 22 марта 2024    | Йохан Кройф Арена, Амстердам, Нидерланды | Шотландия | 3:0       | 4:0            | Товарищеский матч     |
| 10 | 6 июня 2024      | Фейеноорд, Роттердам, Нидерланды         | Канада    | 3:0       | 4:0            | Товарищеский матч     |
| 11 | 10 июня 2024     | Фейеноорд, Роттердам, Нидерланды         | Исландия  | 4:0       | 4:0            | Товарищеский матч     |
| 12 | 16 июня 2024     | Фолькспаркштадион, Гамбург, Германия     | Польша    | 2:1       | 2:1            | Чемпионат Европы 2024 |

## Достижения
«Манчестер Юнайтед»
- Обладатель Кубка Английской футбольной лиги: 2022/23

## Статистика выступлений
| Клуб              | Сезон            | Лиги             | Лиги | Лиги | Кубки | Кубки | Еврокубки | Еврокубки | Прочие | Прочие | Всего | Всего |
| Клуб              | Сезон            | Дивизион         | Игры | Голы | Игры  | Голы  | Игры      | Голы      | Игры   | Голы   | Игры  | Голы  |
| ----------------- | ---------------- | ---------------- | ---- | ---- | ----- | ----- | --------- | --------- | ------ | ------ | ----- | ----- |
| Эммен             | 2012/2013        | Первый дивизион  | 28   | 8    | 2     | 0     | —         | —         | —      | —      | 30    | 8     |
| Эммен             | 2013/2014        | Первый дивизион  | 34   | 12   | 2     | 1     | —         | —         | —      | —      | 36    | 13    |
| Эммен             | Всего            | Всего            | 62   | 20   | 4     | 1     | —         | —         | —      | —      | 66    | 21    |
| Хераклес          | 2014/2015        | Эредивизи        | 31   | 8    | 3     | 1     | —         | —         | —      | —      | 34    | 9     |
| Хераклес          | 2015/2016        | Эредивизи        | 33   | 12   | 2     | 1     | —         | —         | 4      | 2      | 39    | 15    |
| Хераклес          | Всего            | Всего            | 64   | 20   | 5     | 2     | —         | —         | 4      | 2      | 73    | 24    |
| АЗ                | 2016/2017        | Эредивизи        | 29   | 13   | 4     | 0     | 12        | 1         | 4      | 4      | 49    | 18    |
| АЗ                | 2017/2018        | Эредивизи        | 31   | 18   | 6     | 9     | 0         | 0         | 0      | 0      | 37    | 27    |
| АЗ                | Всего            | Всего            | 60   | 31   | 10    | 9     | 12        | 1         | 4      | 4      | 86    | 45    |
| Вольфсбург        | 2018/2019        | Бундеслига       | 34   | 17   | 2     | 1     | —         | —         | —      | —      | 36    | 18    |
| Вольфсбург        | 2019/2020        | Бундеслига       | 32   | 16   | 2     | 2     | 9         | 2         | —      | —      | 43    | 20    |
| Вольфсбург        | 2020/2021        | Бундеслига       | 34   | 20   | 4     | 3     | 3         | 2         | —      | —      | 41    | 25    |
| Вольфсбург        | 2021/2022        | Бундеслига       | 18   | 6    | 1     | 1     | 5         | 0         | —      | —      | 24    | 7     |
| Вольфсбург        | Всего            | Всего            | 118  | 59   | 9     | 7     | 17        | 4         | —      | —      | 144   | 70    |
| Бернли            | 2021/2022        | Премьер-лига     | 20   | 2    | 0     | 0     | —         | —         | —      | —      | 20    | 2     |
| Бернли            | 2023/2024        | Премьер-лига     | 2    | 0    | 0     | 0     | —         | —         | —      | —      | 2     | 0     |
| Бернли            | Всего            | Всего            | 22   | 2    | 0     | 0     | 0         | 0         | —      | —      | 22    | 2     |
| Бешикташ          | 2022/2023        | Суперлига        | 16   | 8    | 2     | 1     | —         | —         | —      | —      | 18    | 9     |
| Бешикташ          | Всего            | Всего            | 16   | 8    | 2     | 1     | 0         | 0         | —      | —      | 18    | 9     |
| Манчестер Юнайтед | 2022/2023        | Премьер-лига     | 17   | 0    | 8     | 1     | 6         | 1         | —      | —      | 31    | 2     |
| Манчестер Юнайтед | Всего            | Всего            | 17   | 0    | 8     | 1     | 6         | 1         | —      | —      | 31    | 2     |
| Хоффенхайм        | 2023/2024        | Бундеслига       | 28   | 7    | 2     | 0     | —         | —         | —      | —      | 30    | 7     |
| Хоффенхайм        | Всего            | Всего            | 28   | 7    | 2     | 0     | 0         | 0         | —      | —      | 30    | 7     |
| Аякс              | 2024/2025        | Эредивизи        | 24   | 10   | 2     | 0     | 5         | 1         | —      | —      | 31    | 11    |
| Аякс              | Всего            | Всего            | 24   | 10   | 2     | 0     | 5         | 1         | —      | —      | 31    | 11    |
| Всего за карьеру  | Всего за карьеру | Всего за карьеру | 411  | 157  | 42    | 21    | 40        | 7         | 8      | 6      | 501   | 191   |